# Cyd (film)
Cyd (ang. El Cid) – amerykańsko-włoski dramat historyczny z 1961 roku w reżyserii Anthony’ego Manna. Scenariusz nawiązywał luźno do życia XI-wiecznego kastylijskiego rycerza Rodrigo Díaza de Vivara, znanego jako Cyd. 
Zdjęcia kręcono w takich hiszpańskich lokacjach, jak m.in. przełęcz Guadarrama w regionie Madrytu, Peñíscola w prowincji Castellón, pałac Belmonte w prowincji Cuenca, zamek w Torrelobatón (prowincja Valladolid).

## Fabuła
Kastylia, 1080 rok. Kastylijski rycerz Rodrigo Diaz de Bivar, jedzie na ślub ze swoją ukochaną. Po drodze chwyta do niewoli Maurów, którzy zniszczyli chrześcijańską wioskę. Mimo zalecenia króla, decyduje się wypuścić jeńców wolno. W wyniku tego zostaje posądzony o zdradę. 

## Obsada
- Charlton Heston - Don Rodrigo Díaz de Vivar, zwany Cyd
- Sophia Loren - Chimene
- Herbert Lom - Ben Yusuf
- Raf Vallone - García Ordóñez
- Geneviève Page - Doña Urraca (siostra króla Alfonsa VI)
- John Fraser - Alfons VI (król Kastylii)
- Douglas Wilmer - Al-Mu'tamin (emir Saragossy)
- Frank Thring - Al-Kadir (emir Walencji)
- Michael Hordern - Don Diego (ojciec Rodrigo)
- Andrew Cruickshank - Count Gormaz (ojciec Chimene)
- Gary Raymond - książę Sancho
- Ralph Truman - król Ferdinand
- Massimo Serato - Fañez (siostrzeniec Rodrigo)
- Hurd Hatfield - Arias
- Tullio Carminati - Al-Jarifi
- Fausto Tozzi - Dolfos
- Christopher Rhodes - Don Martín
- Carlo Giustini - Bermúdez
- Gérard Tichy - król Ramiro
- Barbara Everest - matka przełożona
- Nerio Bernardi - żołnierz
- Franco Fantasia - żołnierz

## Nagrody i wyróżnienia
W 1962 roku film był nominowany do Oscara w kategoriach:
- Najlepsza muzyka w dramacie lub komedii (Miklós Rózsa)
- Najlepsza piosenka - "The Falcon and the Dove", wyk. chór
- Najlepsza scenografia w filmie barwnym (John Moore, Veniero Colasanti)

W 1962 roku film był nominowany do Złotych Globów w kategoriach: 
- Najlepszy dramat
- Najlepszy reżyser (Anthony Mann)
- Najlepsza muzyka (Miklós Rózsa)

W 1962 roku film zdobył Złotą Szpulę w kategorii: 
- Najlepszy montaż dźwięku w filmie pełnometrażowym[3]